# Пентахлоронитрозорутенат(II) калия
Пентахлоронитрозорутенат(II) калия — неорганическое соединение, соль калия и комплексного рутений-содержащего аниона с формулой K2[RuNOCl5], темно-фиолетовые кристаллы или розовый порошок, растворим в воде.

## Получение
Реакция хлорида рутения с нитритом натрия и хлоридом калия в среде соляной кислоты:
{\displaystyle {\ce {RuCl3 + 2NaNO2 + 2KCl + 2HCl ->[100^oC] K2[RuNOCl5] + 2NaCl + H2O + NO2}}}
Выход близок к количественному.

## Физические свойства
Пентахлоронитрозорутенат(II) калия — темно-фиолетовые непрозрачные кристаллы. При механическом измельчении или переосаждении из раствора фиолетовые кристаллы переходят в розовый порошок. Хорошо растворяется в воде; не растворим в этаноле, ацетоне и органических растворителях.

## Химические свойства
Сильный электролит, диссоциирует с образованием устойчивого пентахлоронирозорутенат(II)-аниона:
{\displaystyle {\ce {K2[RuNOCl5] -> 2 K+ + [RuNOCl5]^2-}}}
Свежеприготовленный раствор имеет нейтральный pH, комплексный рутений-содержащий анион не склонен к гидролизу. Медленная акватация с образованием [RuNO(H2O)Cl4]- наблюдается в водных растворах спустя несколько дней.